# موران روث
موران روث (بالعبرية: מורן רוט‏) (10 نوفمبر 1982 في إسرائيل - ) هو لاعب كرة سلة إسرائيلي في مركز الهجوم خلفي. لعب مع مكابي اشدود كرة السلة ومكابي تل أبيب لكرة السلة وElitzur Ashkelon ‏ وماكابي ريشون لتسيون وHapoel Galil Elyon ‏ ونادي هبوعيل حولون وأيروني رمات غان ‏ ونادي هبوعيل القدس لكرة السلة وElitzur Ramla B.C. ‏ وHapoel Be'eri B.C. ‏.

## وصلات خارجية
- موران روث على موقع الاتحاد الدولي لكرة السلة (الإنجليزية)
- موران روث على موقع الدوري الأوروبي لكرة السلة (الإنجليزية)
- موران روث على موقع كرة السلة الأوروبية.كوم (الإنجليزية)
- موران روث على موقع ريلجم (الإنجليزية)
- موران روث على موقع بروبوليرز (الإنجليزية)
- موران روث على موقع سبورتس رفرنس (الإنجليزية)